# Association mondiale des radiodiffuseurs communautaires
Die Association mondiale des radiodiffuseurs communautaires (AMARC) ist eine Nichtregierungsorganisation internationaler Gemeinschaftsradios (nichtkommerzieller Radios). Die 1983 gegründete Vereinigung mit Sitz in Montreal besteht aus etwa 3.000 Mitgliedern in 110 Ländern. Die AMARC ist Mitglied des IFEX und verfügt über ein Internationales Sekretariat sowie über fünf regionale Büros: Lateinamerika und die Karibik, Europa, Afrika, Nordamerika und Asien.
Man rechnet zu seinen wahlberechtigten Mitgliedern mehrere nationale oder regionale Vereine der Gemeinschaftsradios und besonders, aber nicht ausschließlich: Bundesverband Freier Radios (BFR), Association des Radiodiffuseurs Communautaires du Burkina, Association ses Radiodiffuseurs Communautaires Du Québec, Alliance des radios communautaires du Canada, Syndicat National des Radios Libres de France (SNRL) und Association Of Non-governmental Radios In Russia.